# Kilmore (Australie)
Pour les articles homonymes, voir Kilmore.
Kilmore (4 721 habitants) est une ville de l'État de Victoria à 60 kilomètres au nord de Melbourne. C'est la plus ancienne ville de l'état située à l'intérieur des terres. Elle possède encore de nombreux anciens bâtiments (bureau de poste, palais de justice, prison).